# David Wilson-Johnson
David Wilson-Johnson (* 16. November 1950 in Northampton/Northamptonshire) ist ein englischer Sänger (Bassbariton) und Musikpädagoge.

## Leben
Wilson Johnson studierte am St. Catharine’s College der Cambridge University moderne Sprachen und Gesang an der Royal Academy of Music in London. 1976 debütierte er am Royal Opera House in Hans Werner Henzes Oper We Come to the River. In mehr als zwanzig Jahren trat er dort in Opern wie Le Rossignol, L’enfant et les sortilèges, Boris Godunow, Turandot, Billy Budd und Die Zauberflöte auf. Auftritte hatte er u. a. auch an der English National Opera, am Grand Théâtre de Genève und an der Pariser Oper.
Am Teatro Regio di Torino debütierte er 1992 als Mephistopheles in Luca Ronconis Inszenierung von Hector Berlioz’ La damnation de Faust, im Folgejahr an De Nationale Opera in Harrison Birtwistles Punch and Judy unter Oliver Knussen. 2006 zog er sich von der Opernbühne zurück. Seine letzten Auftritte hatte er in Titelrollen von Michael Tippetts King Priam (an der Nederlandse Reisopra und bei den Proms), Isaac Albéniz’ Merlin (am Teatro Real Madrid), Dmitri Schostakowitschs Die Nase unter Leitung von Gennadi Roschdestwenski (De Nationale Opera) und Olivier Messiaens Saint François d’Assise (beim Edinburgh Festival).
Als Konzertsänger trat Wilson-Johnson u. a. bei den Proms in Gustav Mahlers Achter Sinfonie unter Simon Rattle, in der New Yorker Carnegie Hall in Maurice Ravels L’heure espagnole und im Deutschen Requiem von Johannes Brahms unter André Previn zur Aufführung, und 2001 in der Last Night of the Proms in Beethovens Neunter Sinfonie unter Leitung von Leonard Slatkin, in jüngerer Zeit auch in Robert Schumanns Das Paradies und die Peri mit Simon Rattle und Joseph Haydns Die Schöpfung mit Frans Brüggen. Zu den Dirigenten, mit denen er in seiner Laufbahn zusammenarbeitete, zählen auch David Atherton, Pierre Boulez, Colin Davis und Andrew Davis, Charles Dutoit, Carlo Maria Giulini, Hartmut Haenchen, Nikolaus Harnoncourt, Oliver Knussen, Reinbert de Leeuw, Gustav Leonhardt, Charles Mackerras, Zubin Mehta, Kenneth Montgomery, André Previn und Jewgeni Swetlanow.
Seit seiner Studentenzeit arbeitet Wilson-Johnson mit dem Pianisten David Owen Norris zusammen. Mit diesem führte er u. a. Franz Schuberts Winterreise und Lieder von Gerald Finzi und Roger Quilter auf und gab Erstaufführung von ihnen gewidmeten Werken Michael Berkeleys, Edward Cowies, Trevor Holds, Witold Lutosławskis und Tippetts. Er nahm mehr als 200 CDs auf, darunter Werke von Arnold Schönberg und Igor Strawinski, Kantaten und Messen von Johann Sebastian Bach, Henry Purcells The Fairy-Queen, Berlioz’ L’enfance du Christ und William Waltons Belshazzar’s Feast. Als Lehrer wirkte er in Amsterdam und London. Unter anderem waren David Witczak und Sebastiaan Ammerlaan seine Schüler.